# Municipio de Mecca
El municipio de Mecca (en inglés: Mecca Township) es un municipio ubicado en el condado de Trumbull en el estado estadounidense de Ohio. En el año 2010 tenía una población de 2674 habitantes y una densidad poblacional de 38,64 personas por km².

## Geografía
El municipio de Mecca se encuentra ubicado en las coordenadas 41°22′41″N 80°46′15″O / 41.37806, -80.77083. Según la Oficina del Censo de los Estados Unidos, el municipio tiene una superficie total de 69.2 km², de la cual 52,38 km² corresponden a tierra firme y (24,3 %) 16,81 km² es agua.

## Demografía
Según el censo de 2010, había 2674 personas residiendo en el municipio de Mecca. La densidad de población era de 38,64 hab./km². De los 2674 habitantes, el municipio de Mecca estaba compuesto por el 97,53 % blancos, el 0,64 % eran afroamericanos, el 0,04 % eran amerindios, el 0,22 % eran asiáticos, el 0,19 % eran de otras razas y el 1,38 % eran de una mezcla de razas. Del total de la población el 0,97 % eran hispanos o latinos de cualquier raza.